# Goat Island
Ne doit pas être confondu avec Île de la Chèvre.
Goat Island (auparavant appelée Iris Island) est une petite île de la rivière Niagara, située au milieu des chutes du Niagara, entre Bridal Veil Falls et Horseshoe Falls. L'île se trouve à l'angle sud-ouest de la ville de Niagara Falls (comté de Niagara), dans l'État de New York, aux États-Unis et constitue le plus ancien parc d'État du pays.

## Description
L'île fait environ 1 200 mètres de long pour une largeur maximale de 500 mètres au droit des chutes et développe une superficie de 3,4 hectares. Le chenal de la rivière Niagara se divise en deux en amont des chutes, créant deux chutes, une de chaque côté de l'île. L'extrémité ouest de l'île s'érode lentement et l'île entière est vouée à disparaître. Les eaux autour de Goat Island sont relativement peu profondes et parsemées d'îlots et de rochers.
Goat Island n'a pas de résidents, mais c'est une destination pour les touristes visitant les chutes du côté américain. L'île Goat est reliée à la partie continentale des États-Unis par deux ponts qui permettent l'accès aux piétons et véhicules. La petite île Luna Island (côté des chutes américaines) lui est également reliée par un pont piétonnier. L'ascenseur de la grotte des vents permet d'accéder au pied des chutes. Goat Island est en grande partie boisée et entrelacée de sentiers pédestres. Au XIXe siècle les embruns des chutes ont créé une pépinière naturelle pour la croissance et la conservation des plantes indigènes. Depuis lors, le fauchage régulier de la prairie de l'île, la circulation piétonnière intense et l'incursion d'espèces envahissantes ont considérablement modifié le paysage floral de l'île.